# Sola Arena
La Sola Arena  est une salle de sport multifonctionnelle située à Sola, en Norvège. Elle a ouvert ses portes en septembre 2021 et abrite actuellement la seule piste cyclable couverte du pays, ce qui en fait le premier vélodrome couvert de Norvège depuis la démolition de la piste du « Dælenenga idrettspark » à Oslo en 1947.

## Histoire  et description
Les plans de construction d'une piste cyclable à Sola sont élaborés de 2014 à 2016. Le client de la construction est la collaboration intercommunale de Rogalands « Folkehalle », qui exploite des installations sportives dans d'autres municipalités de la province de Rogaland. La construction de la Sola Arena est financée par les revenus de la loterie, des subventions de l'État et du comté de Rogaland, des dons de la SpareBank 1 SR-Bank, des prêts et par la campagne de collecte de fonds « 3V » menée par Anne Kristoff, la mère du cycliste Alexander Kristoff.
En 2018, les bureaux d'architecture Consto et Trollveg remportent l'appel d'offres pour la construction du hall. La piste est construite par la société allemande Velotrack. Elle mesure 250 mètres de long et est certifié selon les normes UCI (catégorie 2). La salle devait initialement être inaugurée à la fin de l'année 2019 ou 2020, mais l'achèvement est retardé. La salle est située dans le parc des sports de Sola, qui abrite également le stade de football. L'intérieur de la Sola Arena peut être utilisé pour d'autres sports comme la gymnastique ou les sports de balle.
Avant sa construction, les championnats nationaux de cyclisme sur piste devaient se tenir en Pologne ou au Danemark en raison de l'absence d'une piste adaptée. Néanmoins, la Norvégienne Anita Stenberg a réussi à remporter une médaille aux mondiaux sur piste de 2020 et à se qualifier pour les Jeux olympiques de Tokyo, où elle a terminé cinquième de l'omnium. Elle a obtenu son propre siège avec son nom dans les tribunes.
Les championnats de Norvège sur piste se sont déroulés dans l'enceinte en octobre 2021.

## Galerie

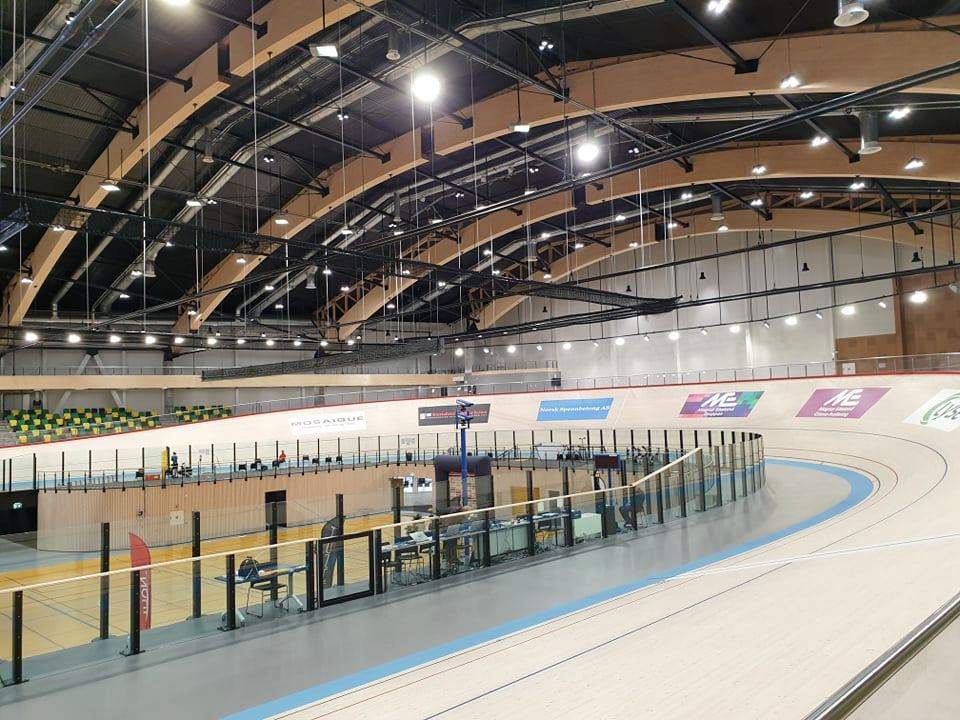
Vue de l'intérieur
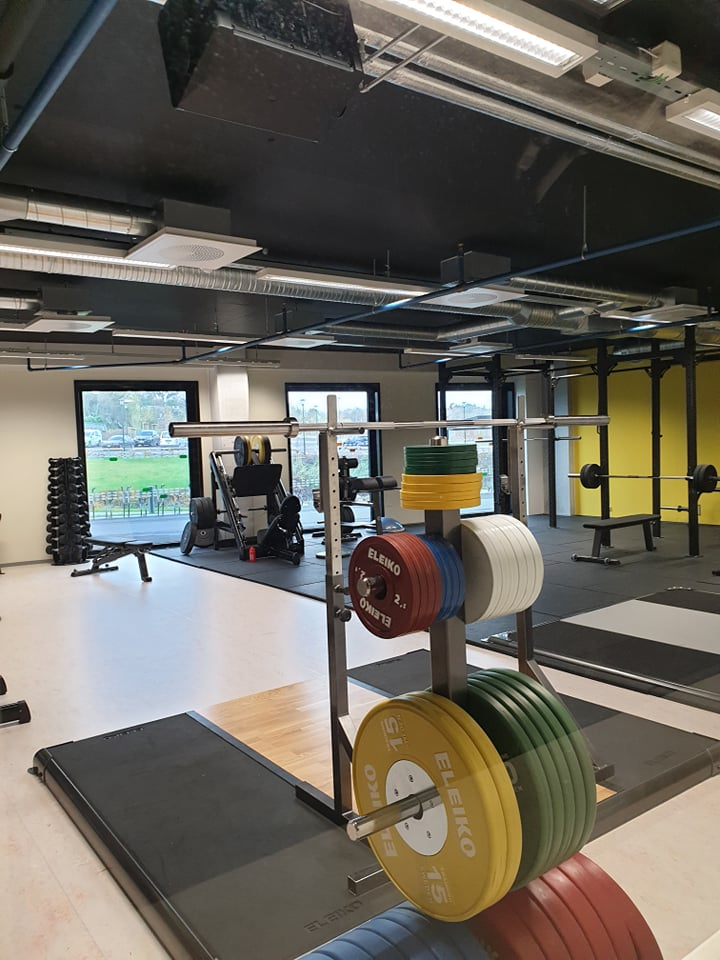
Salle de musculation
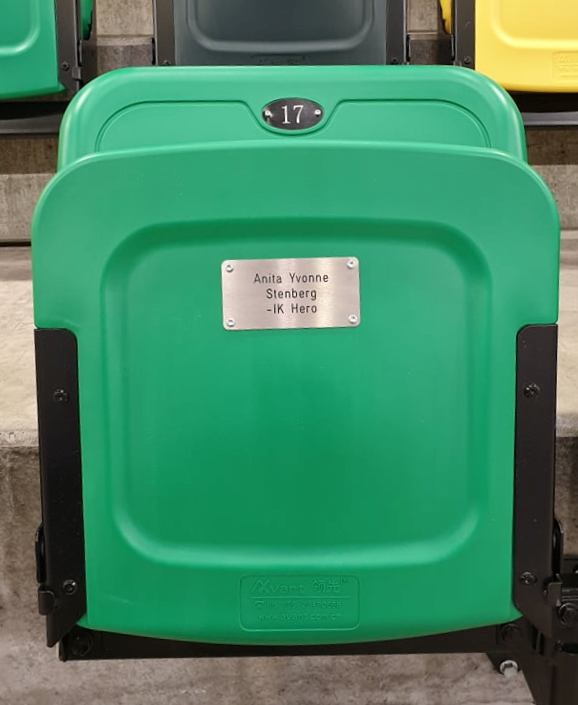
Siège au nom d'Anita Stenberg
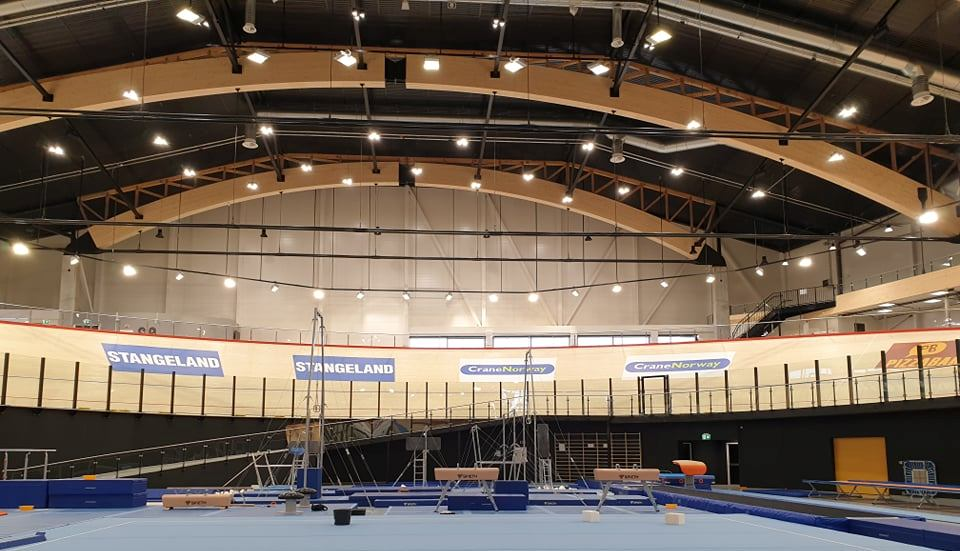
Équipement de gymnastique
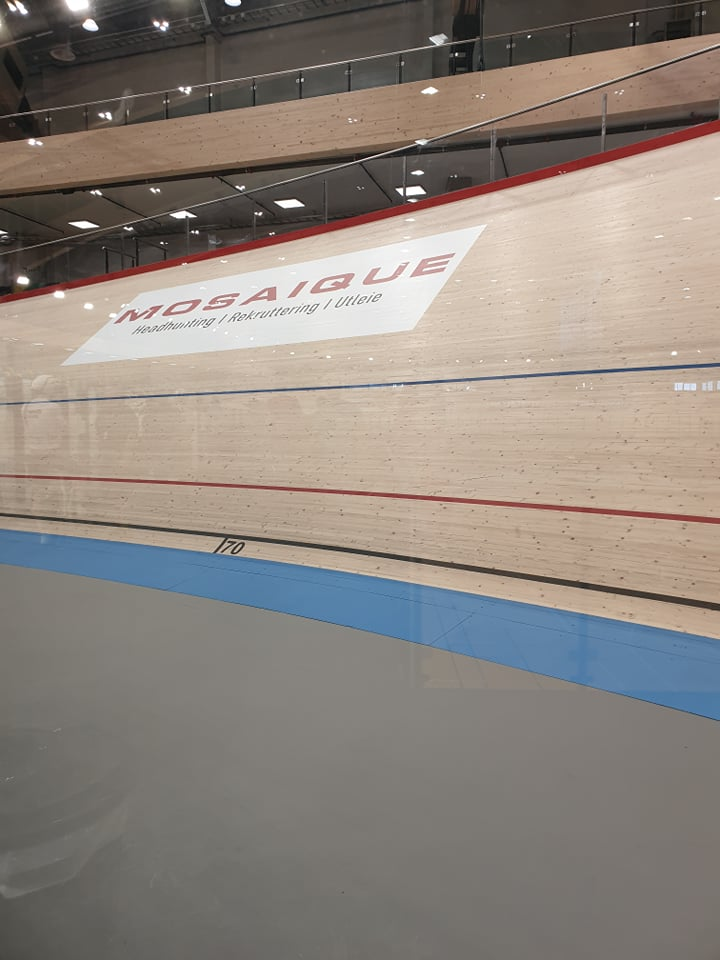
La piste cyclable